# Джордж Раян
Джордж Гомер Раян-старший (англ. George Homer Ryan, Sr.; 24 лютого 1934, Мекокіта, Айова — 2 травня 2025, Канкакі, Іллінойс) — американський політик республіканець. Він був губернатором штату Іллінойс з 1999 по 2003. Раян добре відомий своєю опозицією до смертної кари і корупційним скандалом, у результаті якого він провів п'ять років у федеральній в'язниці і сім місяців у домашньому арешті. Він був звільнений з федеральної в'язниці 3 липня 2013.

## Життєпис
Раян виріс в окрузі Канкакі, штат Іллінойс. Він брав участь у Корейській війні в американській армії. Одружений, має шістьох дітей.
Раян почав свою політичну кар'єру як член ради округу Канкакі з 1968 по 1973 (його брат Том Дж. Раян був мером Канкакі протягом 20 років, у 1965–1985 рр.), був членом Палати представників Іллінойсу, нижньої палати законодавчих зборів штату, з 1973 по 1983 (спікер Палати з 1981 по 1983). Він був віце-губернатором (1983–1991) і секретарем штату Іллінойс (1991–1999).